# Paris gamla börshus

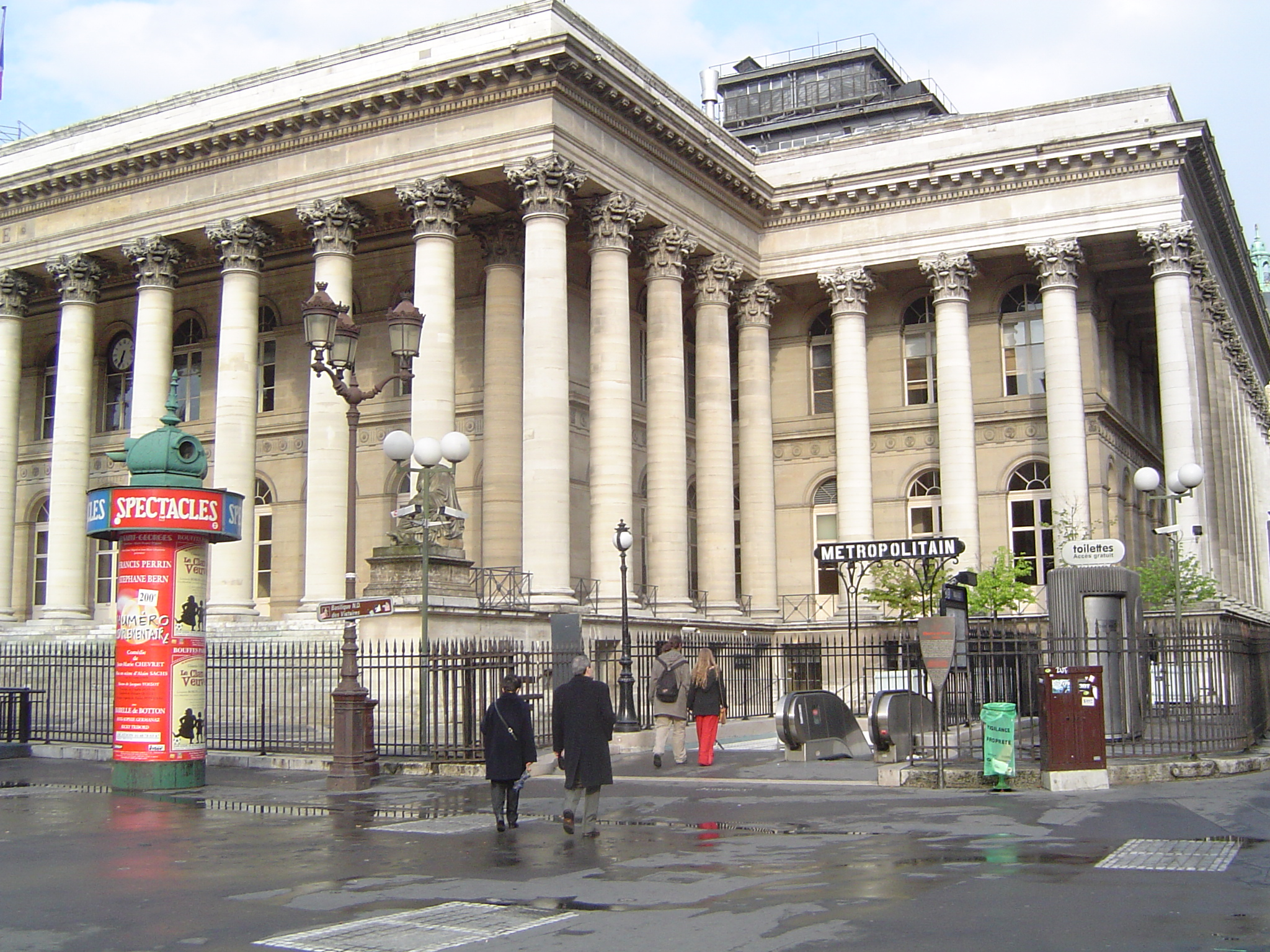
Palais Brongniart. Exteriör.

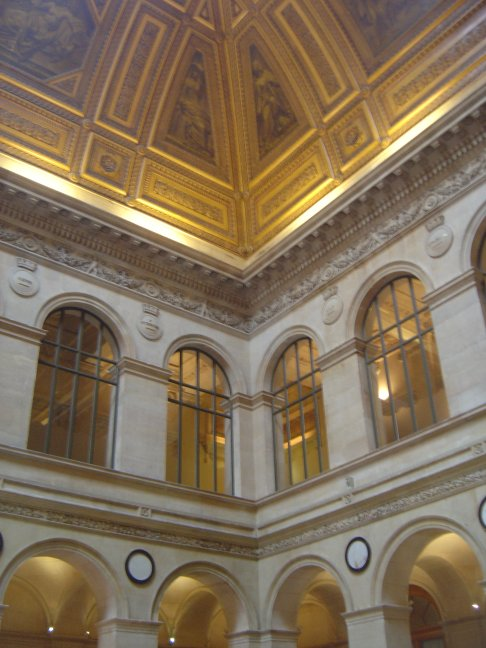
Palais Brongniart. Interiör.

Paris gamla börshus, Parisbörsen, Bourse de Paris, Palais Brongniart eller Palais de la Bourse är ett före detta börshus i Paris som givit namn åt 2:a arrondissementet (Bourse) där byggnaden också ligger. Huset är ritat av arkitekten Alexandre-Théodore Brongniart.
Innan börsen år 1826 flyttade in i Palais Brongniart flyttade den runt på flera adresser inklusive rue Quincampoix, rue Vivienne (i närheten av Palais-Royal) och bakom gamla Parisoperan, Opéra Garnier.